# USS Gálvez (FFG-67)
O USS Gálvez (FFG-67) será o sexto navio da classe Constellation de fragatas de mísseis guiados e será o primeiro navio da Marinha dos Estados Unidos com este nome. Será construído pela Marinette Marine, subsidiária da Fincantieri.

## Nome
No dia 21 de junho de 2024, o secretário da Marinha (SECNAV), Carlos Del Toro, anunciou em Madrid ao lado do embaixador americano e membros da Marinha espanhola que a sexta fragata será chamada USS Gálvez (FFG-66).
O navio foi nomeado em homenagem ao Conde Bernardo de Gálvez y Madrid e seus serviços durante a Guerra da Independência dos Estados Unidos. Gálvez foi governador da Louisiana espanhola e um dos principais apoiadores da revolução, pois liderou as forças espanholas contra o exército britânico durante a guerra e permitiu a independência americana.

## História
A fragata será construída pela Marinette Marine, subsidiária da Fincantieri, com conclusão prevista para abril de 2030. Em maio de 2024, a Marinha dos Estados Unidos anunciou a assinatura de um contrato no valor de US$ 1 bilhão com a Fincantieri Marinette Marine para a construção das próximas duas fragatas da classe Constellation — FFG-66 e FFG-67 — correspondentes à quinta e à sexta unidades do programa, conforme comunicado oficial do Departamento de Defesa dos Estados Unidos. A conclusão das obras está prevista para abril de 2030.